# Oleksandra Masiuk
Sasha (Oleksandra) Masiuk, también Sashatattooing (nacida el 22 de mayo de 1990 en Kharkiv, Ucrania), es una artista del tatuaje con estudios propios en Rusia, España y Estados Unidos. Oleksandra es conocida por su técnica de tatuaje combinada con el uso de motivos florales y mándalas.

## Biografía y arte
Oleksandra nació en Kharkiv, Ucrania, en 1990. Se graduó en la Academia de Diseño y Artes de Kharkiv en 2011. Ese mismo año, Sasha se trasladó a San Petersburgo, donde trabajó como ilustradora hasta que se probó a sí misma en el arte del tatuaje.
Después de desarrollar un nivel de habilidad, Sasha comenzó a trabajar en un estudio de tatuaje Baraka. En 2013 Sasha abrió su primer espacio de trabajo en San Petersburgo. En 2014 Sasha consiguió abrir un estudio en Moscú.
En 2015 Sasha y su marido se trasladaron a Berlín, Alemania. En los años siguientes la pareja abrió estudios de la marca Sashatattooing en Barcelona, España, y en Los Ángeles, Estados Unidos.

### Clientes y colaboraciones
La lista de clientes incluye: el cantante de Maroon 5 Adam Levine, la modelo de Victoria's Secret Behati Prinsloo, el futbolista Axel Witsel, los jugadores del club de fútbol Zenit y el cantante ruso Sergey Zhukov.
En 2015, Sasha comenzó a realizar colaboraciones con las marcas de ropa Bats y Designed for Fitness.
En 2016 Sasha colaboró con Reebok para crear diseños para Reebok Classic NPC: un mandala y la firma de Sasha fueron "tatuados" en la zapatilla de cuero blanco.
En 2019 la colaboración entre la marca francesa Black Alchemy y Sashatattooing llevó a cabo la línea de accesorios diseñada por Sasha.
En 2020, Sashatattooing colaboró con Google ATAP
Sashatattooing fue embajadora de la marca S7 airlines y L'Oréal en Rusia y de YSL y Urban Decay en Estados Unidos